# Philonotis runcinata
Philonotis runcinata är en bladmossart som beskrevs av C. Müller och Johan Ångström 1876. Philonotis runcinata ingår i släktet källmossor, och familjen Bartramiaceae. Inga underarter finns listade i Catalogue of Life.